# Gabriel Palowski
Gabriel Palowski (ur. 16 marca 1921 w Karwinie, zm. 1 grudnia 1999 w Trzyńcu) – poeta, jeden ze współzałożycieli trzynieckiej Grupy Literackiej „63” i współorganizator festiwalu Piosenki Dziecięcej w Trzyńcu. Laureat wielu konkursów w Polsce i w Czechach.

## Życie
Gabriel Palowski urodził się w Karwinie. Większość swojego życia spędził w trzynieckiej dzielnicy Folwark. Mieszkając w tych okolicach, pracował jako robotnik i technik w dziale patentów w Hucie Trzynieckiej. W czasie II wojny światowej, był aresztowany przez hitlerowców i przewieziony do obozu przejściowego w Skrochowicach, a następnie do obozu koncentracyjnego w Buchenwaldzie. Po kilka nieudanych ucieczkach, zachorował na gruźlicę, jednak udało mu się wyzdrowieć. Po wojnie stał się aktywnym organizatorem życia kulturalnego i literackiego. Swoje dzieła publikował także w prasie zaolziańskiej.

## Twórczość
Przeżycia z okresu wojennego pozostawiły ślad na jego zdrowiu, a także późniejszej twórczości. Część dzieł oparta jest na wspomnieniach z lat wojennych. Ponadto jest także autorem liryki refleksyjnej i krajobrazowej z licznymi motywami społecznymi, a także poezji obozowej. W swoich wierszach opisywał rodzinne strony i piękno przyrody beskidzkiej. Przedstawił swoim czytelnikom obraz górniczych osiedli. Autor wypowiada się w swej poezji melancholijnie i nostalgicznie, a więc podkreśla, jak ważną rolę w jego życiu odgrywają wspomnienia z lat spędzonych na Zaolziu. W wierszach Palowskiego z lat 80., możemy odnaleźć wzorzec „wiersza Różewiczowskiego”, który charakteryzuje się mocno sprozaizowaną formą o prostej i dosadnej wypowiedzi. Palowski wraz z Januszem Gaudynem odniósł sukces, wydając zbiór Duet w 1969 roku, jednak za najsłynniejsze jego dzieło uważany jest tomik wierszy Dotykanie czasu.

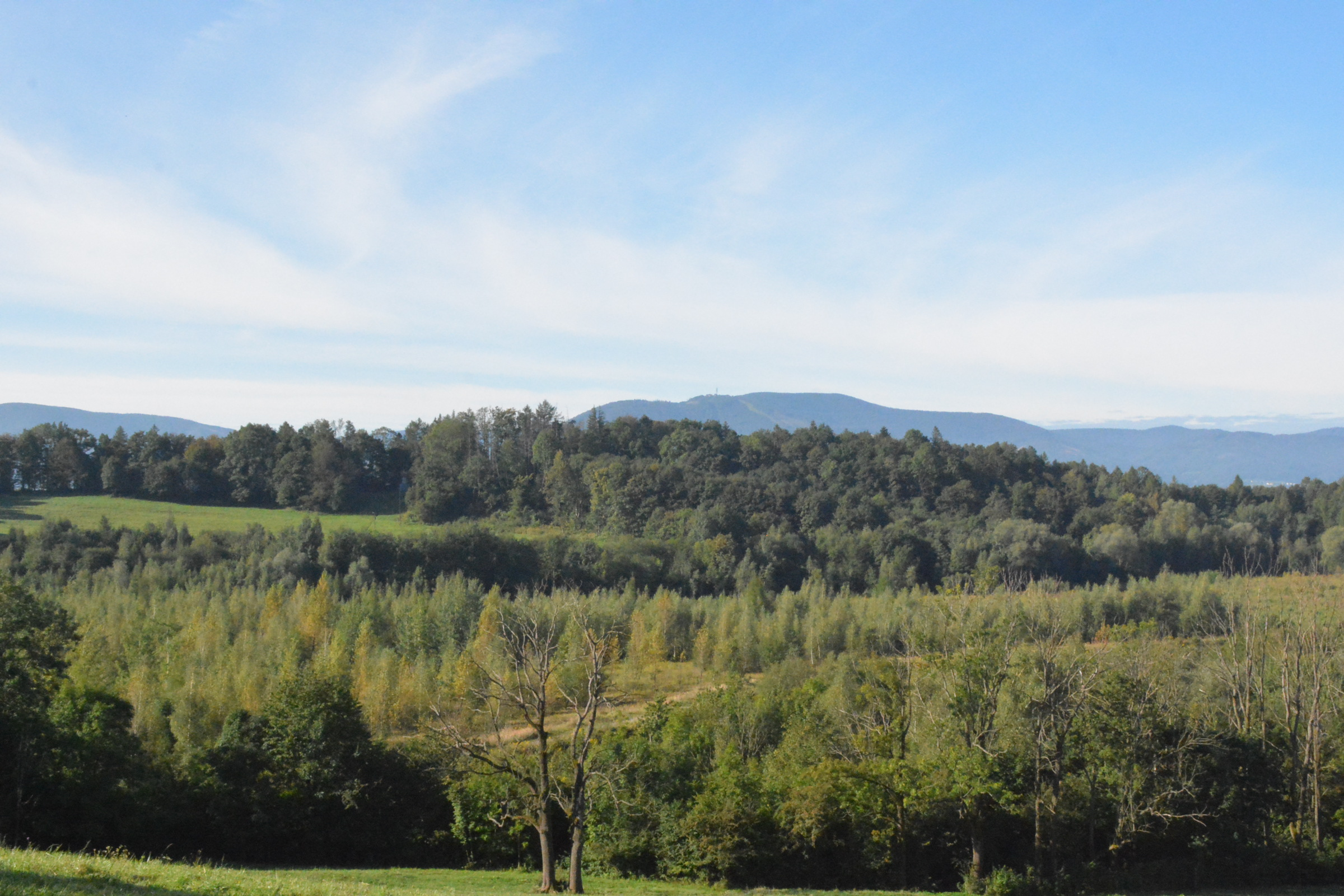
Gabriel Palowski opisał krajobraz wzgórza Jagodna w swoim wierszu „Wiosna na Jagodnej“.

### Publikacje
- „Duet” (1969) – tomik poezji (wspólnie z Januszem Gaudynem)
- „Liryki” (1980) – tomik poezji
- „Obecność” (1982) – tomik poezji (wspólnie z Piotrem Horzykiem)
- „Z tej ziemi” (1984) – tomik poezji (wspólnie z Piotrem Horzykiem i Janem Pyszką)
- „Dotykanie czasu” (1986) – tomik poezji
- „Miłość o zmierzchu” (1990) – tomik poezji
- „Dlaně“(1994) – tomik poezji
- „Przed progiem” (1999) – tomik poezji
- „Niepokój” – „Neklid” (2011) – dwujęzyczny tomik poezji, przekład Eva Sobková
- „I pójdę...” – zbiór wierszy, wydany przez Piotra Horzyka

## „I pójdę...”
Zbiór wierszy Palowskiego, który został napisany w latach 1998–1999, czyli pod koniec życia autora, znalazł poeta Piotr Horzyk, kolega i współpracownik Palowskiego. Podaną nazwę wybrano według jednego z wierszy w utworze. Poezja przedstawiona została w postaci rękopisu, dodatkowo wzbogacona o rysunki autora. Na stronie tytułowej dzieła „I pójdę...” także przedstawiono obrazy olejne Palowskiego.

## Grupa literacka „63”, „GL’63”
Polskie kółko literackie, które powstało w roku 1963 przy Jednolitym Ośrodku Kultury w Hucie Trzynieckiej. Autorzy pokolenia czerpali inspirację z tzw. rozrachunkowanej poezji polskiej, poezji lingwistycznej i literatury światowej. Nawiązywali do pokolenia „Współczesności” w literaturze polskiej. Bliska była im poezja z okresu międzywojennego a wzorem literackim stał się Cyprian Kamil Norwid. W działalności grupy uwagę poświęcano pracy ze środowiskiem dziecięcym i młodzieżowym. Dla młodzież regularnie ogłaszano konkursy literackie, dzięki którym odkryto nowe talenty, np.: Franciszka Hennera, Haline Klimsza, Janine Borowską, Leszka Wronkę, Jolantę Żabińską i Lucynę Przeczek. Grupa organizowała także seminaria dla członków grupy, biesiady poetyckie oraz spotkania z pisarzami z Polski. Najważniejszym wkładem „GL’63” są publikacje, w sumie 26 pozycji. Najwięcej opublikowano w okresie, kiedy na czele grupy stali Janusz Gaudyn i Piotr Horzyk (1946). Przewodnictwo „GL’63” przejął Piotr Horzyk po śmierci Janusza Gaudyna w 1984 roku. Później razem z Gabrielem Palowskim debiutował w roku 1982 zbiorem wierszy „Obecność”.
Członkowie grupy:
- Jan Pyszko (1925-2008)
- Kazimierz Jaworski (1921-1999)[10]
- Maria Chraścina (1942)
- Kazimierz Wojnar (1947)
- Adam Wawrosz (1913-1971)
- Gustaw Przeczek (1913-1974)
- Piotr Horzyk (1946)
- Janusz Gaudyn (1935-1984)
- Gabriel Palowski